# Marian Adámek
Marian Adámek (* 2. října 1997 Český Těšín) je český hokejový obránce a reprezentant. V současnosti hraje za extraligový klub HC Oceláři Třinec.

## Hráčská kariéra
- 2014/2015 HC Oceláři Třinec ELH
- 2015/2016 HC Oceláři Třinec ELH, HC Frýdek-Místek 2. liga
- 2016/2017 HC Oceláři Třinec ELH, HC Frýdek-Místek 1. liga
- 2017/2018 HC Oceláři Třinec ELH, HC Frýdek-Místek 1. liga
- 2018/2019 HC Oceláři Třinec ELH, HC Frýdek-Místek 1. liga
- 2019/2020 HC Oceláři Třinec ELH, HC Frýdek-Místek 1. liga
- 2020/2021 HC Oceláři Třinec ELH, HC Frýdek-Místek 1. liga
- 2021/2022 HC Oceláři Třinec ELH
- 2022/2023 HC Oceláři Třinec ELH, HC Frýdek-Místek 1. liga
- 2023/2024 HC Oceláři Třinec ELH
- 2024/2025 HC Oceláři Třinec ELH
- 2025/2026 HC Oceláři Třinec ELH